# Enielkenie
Enielkenie is een monotypisch geslacht van spinnen uit de  familie van de Anapidae (Dwergkogelspinnen).

## Soort
- Enielkenie acaroides Ono, 2007